# Château Cantemerle

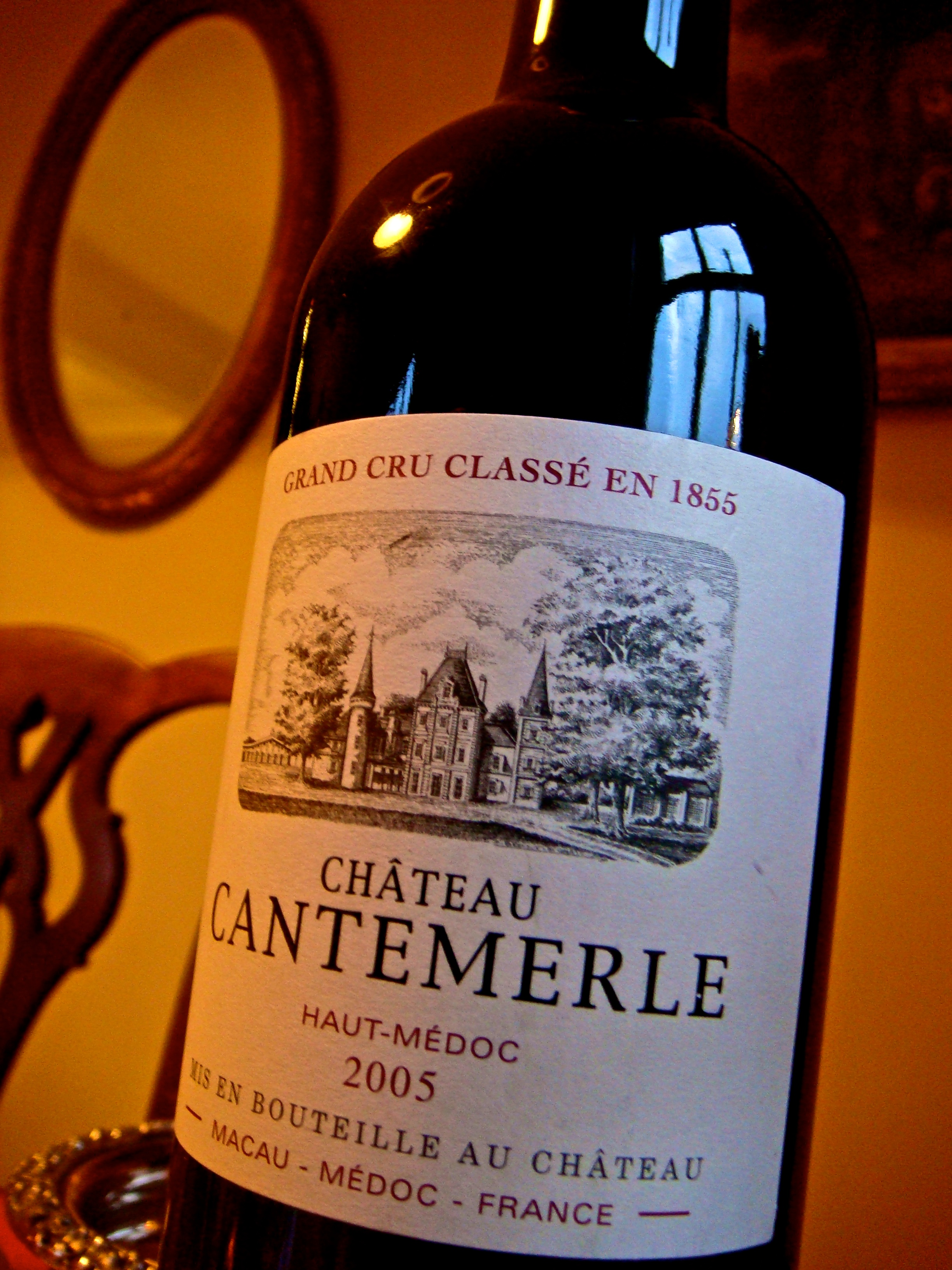
Een fles Château Cantemerle 2005

Château Cantemerle is een wijndomein in Bordeaux en een vijfde cru uit het classificatiesysteem voor Bordeauxwijn van 1855. Cantemerle werd aan de geklasseerde wijnen toegevoegd in 1856 en is daarmee een van de zeer zeldzame wijzigingen op de oorspronkelijke classificatie (de enige andere wijziging tot nu toe is het in 1973 promoveren van Château Mouton-Rothschild van tweede tot eerste cru). Het landgoed ligt in het dorp Macau.
De oppervlakte van de wijngaarden is ongeveer 87 ha met een aanplant van cabernet sauvignon (50%), merlot (40%), petit verdot (5%) en cabernet franc (5%). De gemiddelde leeftijd van de wijnstokken is 30 jaar. Het sap wordt vergist op staal (inox), hout en cement. De gemiddelde productie per jaar is 25.000 kisten van 12 flessen.
De meningen over de kwaliteit van Cantemerle zijn verdeeld. Waar de gids Grand Cru zegt dat Cantemerle sinds 1981 weer een klassewijn van de Médoc is, stelt Clive Coates dat de kwaliteit van de wijn vanaf ongeveer 1964 terugloopt. De jaargang 1983 gaf hem weer hoop, maar daarna heeft geen jaargang hem echt kunnen bekoren, behalve 2002, die hem deed denken aan de Cantemerles waarmee hij was opgegroeid.

## Geschiedenis van het château
In de jaren direct na de Tweede Wereldoorlog werd de wijn gemaakt door Pierre Dubos en zijn schoonzoon Henri Binaud, die voor The Wine Society werkte, een organisatie met een bijzondere relatie met Dubos, Binaud en hun geliefde Cantemerle. In de jaren zeventig noodzaakte erfenisproblemen de noodzaak het château te verkopen, hetgeen in 1980 voor het grootste deel gebeurde aan de Societé Mutuelle d'Assurance du Bâtiment et des Travaux Publics (SMABTP). Een minderheidsbelang werd gekocht door de firma Cordier en zij geven leiding aan het produceren van de wijn. Tot die tijd waren de wijngaarden met oude wijnstokken afgenomen tot ongeveer 20 ha. Na de overname van het domein zijn diverse wijngaarden aangekocht, zoals in 1999 het aangrenzende Château de Malleret), maar is de leeftijd in de aangekochte wijngaarden eigenlijk te jong voor een eerste wijn van een grand cru.